# Braune Haitivogelspinne
Die Braune Haitivogelspinne oder nur Haiti-Vogelspinne (Phormictopus cancerides) ist eine Webspinne aus der Familie der Vogelspinnen (Theraphosidae). Sie kommt entgegen ihrer Trivialnamen auch in weiteren Teilen Mittel- und Südamerikas vor.
Im Englischen wird die Art Hispaniolan Giant Tarantula oder Haitian Brown Tarantula (übersetzt "Hispaniola-Riesenvogelspinne" und, identisch mit der deutschen Bezeichnung, "Braune Haitivogelspinne") genannt.

## Merkmale

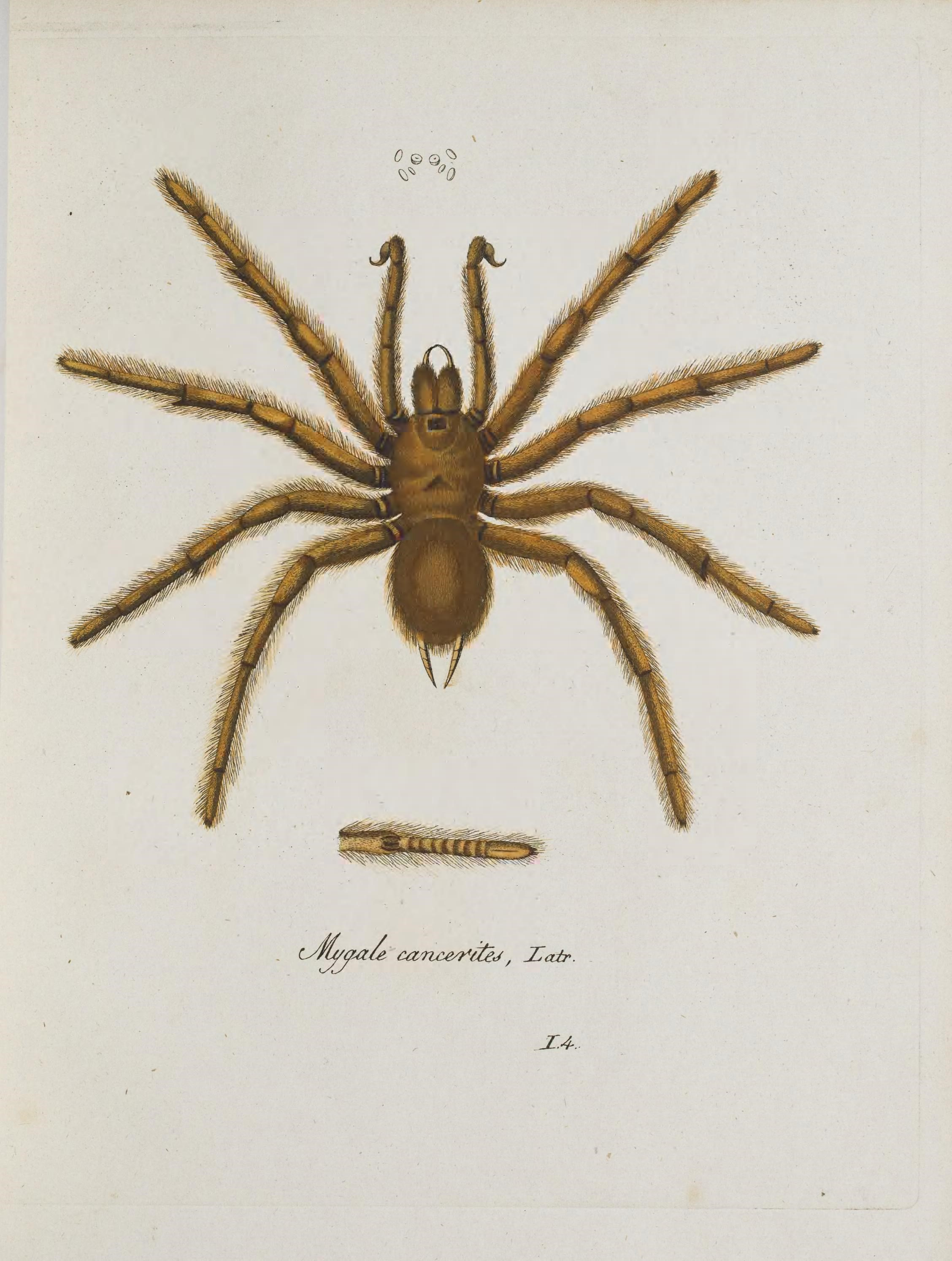
Illustration eines Männchens

Die Braune Haitivogelspinne erreicht eine Körperlänge von etwa 70 bis 80 Millimetern und zählt somit zu den größeren Vogelspinnen. Die Art besitzt einen vergleichsweise schlanken Körperbau. Die Grundfarbe reicht von rötlich über braun bis zu schwarzbraun. Auffällig ist der kupferne und metallisch wirkende Schimmer auf dem Carapax (Rückenschild des Prosomas, bzw. Vorderkörpers). Ein auffälliges Merkmal ist das vierte Beinpaar, das deutlich länger als das vorherige ausfällt. Die Braune Haitivogelspinne besitzt auf dem ganzen Körper eine dichte, rotbraune Körperbehaarung mit Ausnahme des für Vogelspinnen typischen Augenhügels, der rosa Haare aufweist. Die Art verfügt über Stridulationsorgane an den Cheliceren (Kieferklauen), mit denen durch Reibung Geräusche erzeugt werden können. Prädatoren (Fressfeinde) können durch diese Lautäußerungen vertrieben werden. Ferner verfügt sie zusätzlich über Brennhaare und kann sich somit neben einem Biss auch durch Bombardierung mit diesen abstreifbaren Haaren zur Wehr setzen.

### Ähnliche Arten

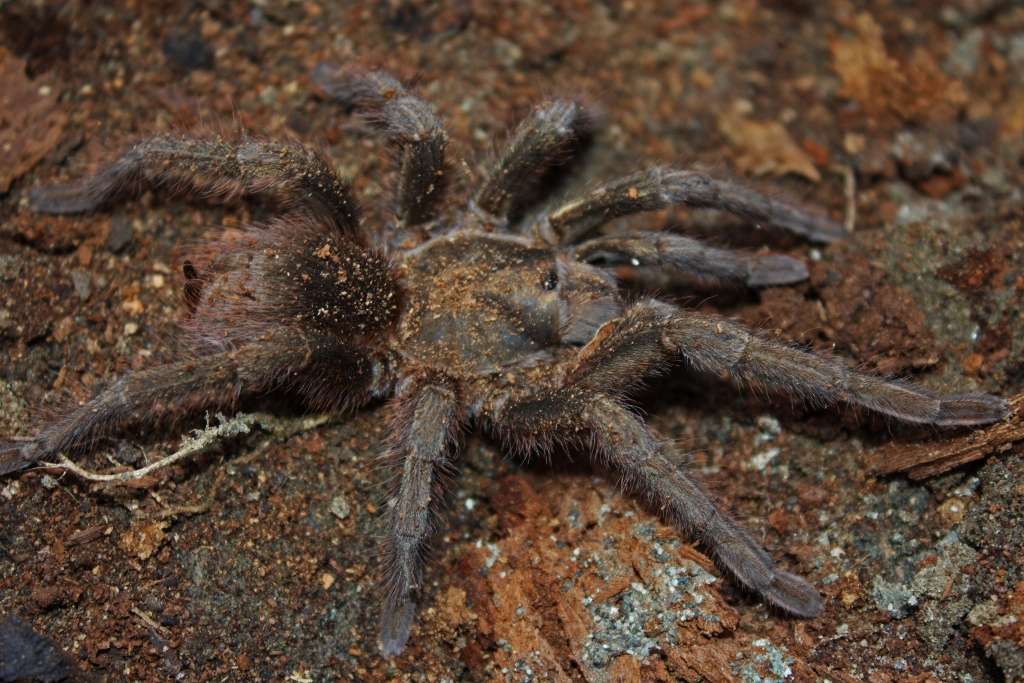
Weibchen der nah verwandten Art Phormictopus auratus

Die Braune Haitivogelspinne wird gelegentlich mit der nah verwandten Art Phormictopus auratus verwechselt. Diese besitzt allerdings einen goldig schimmernden Carapax. Diese Art ist auf Kuba endemisch. Da sowohl die Braune Haitivogelspinne als auch Phormictopus auratus dort vorkommen, können Verwechslungen beider Arten im natürlichen Raum lediglich dort passieren.

## Vorkommen

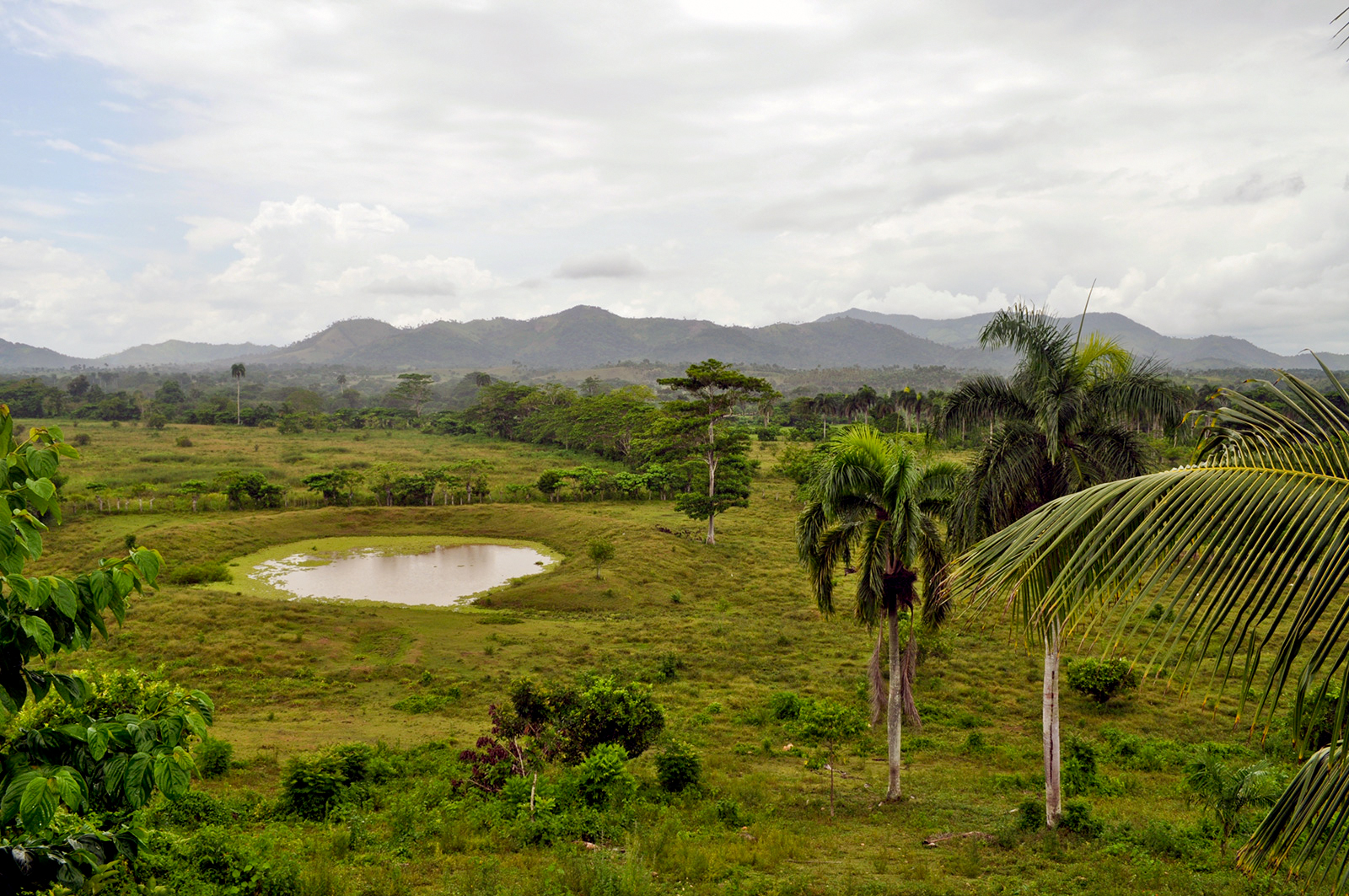
Eine der typischen offenen Landschaften in der Dominikanischen Republik, in der die Braune Haitivogelspinne vorkommt.

Die Braune Haitivogelspinne bewohnt sowohl die Insel Hispaniola, auf der die Staaten Haiti und die Dominikanische Republik liegen, als auch andere Inseln in der Karibik, besonders die Westindischen Inseln. Das Verbreitungsgebiet erstreckt sich darüber hinaus über weite Teile Mittel- und Südamerikas bis nach Brasilien. Die Spinne lebt bevorzugt in mäßig feuchten und mit Sträuchern bewachsenen Gebieten.

### Bedrohung und Schutz
Über mögliche Gefährdungen der Braunen Haitivogelspinne liegen keine Angaben vor. Ihr Bestand wird von der IUCN nicht erfasst.

## Lebensweise

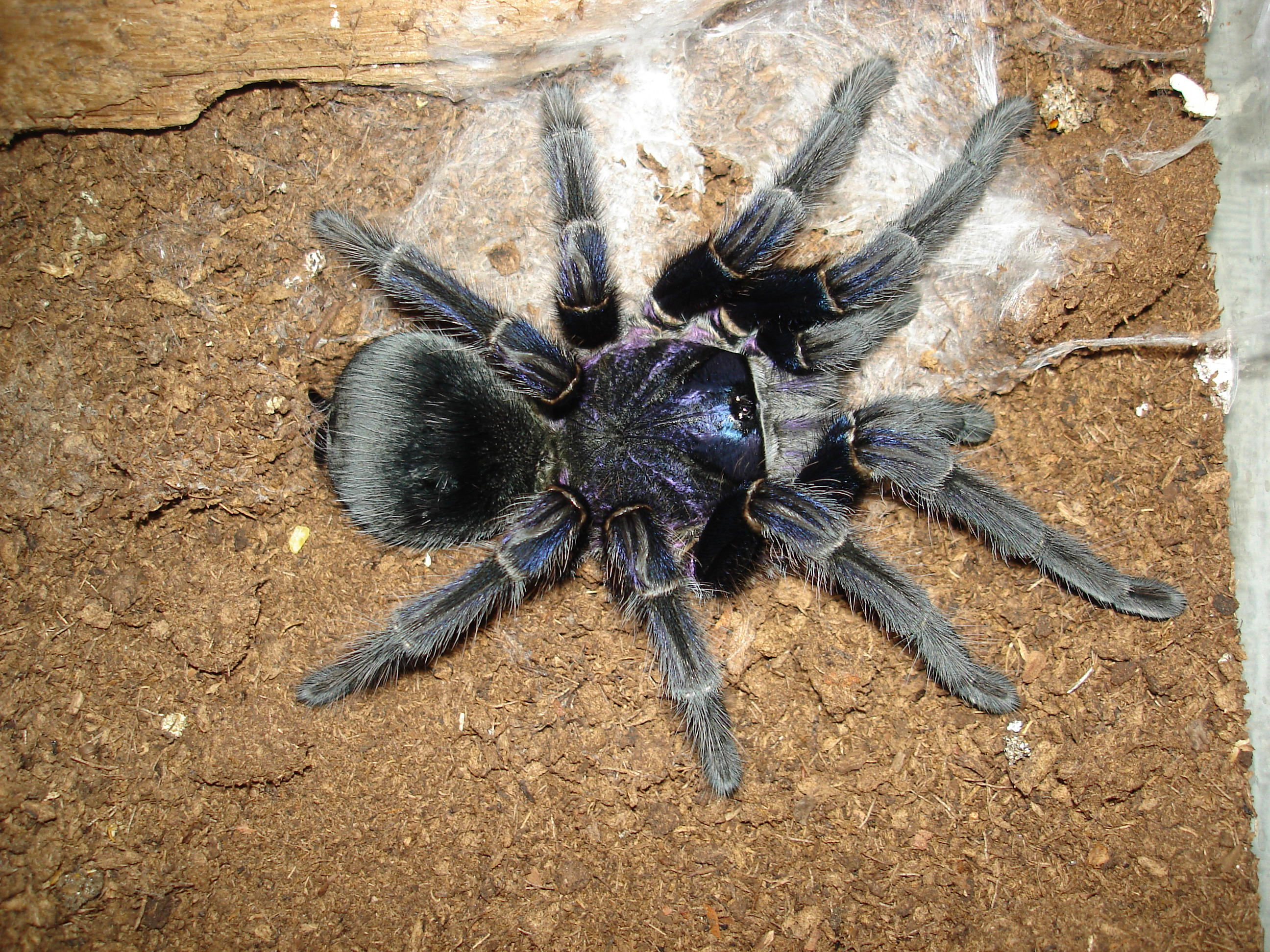
Weibchen außerhalb seines Unterschlupfes

Die Braune Haitivogelspinne zählt zu den bodenbewohnenden Vogelspinnen und gräbt sich wie viele dieser Spinnen eine Wohnröhre, obgleich viele Exemplare auch ein passendes Versteck annehmen und dieses dann zu ihrem Unterschlupf ausbauen. Wie alle Vogelspinnen ist auch diese Art vorwiegend nachtaktiv und verlässt besonders zu dieser Zeit ihren Unterschlupf auf der Suche nach potentiellen Beutetieren. Im Gegensatz zu manchen anderen Vertretern der Familie ist die Haiti-Vogelspinne aber auch gerne am Tag außerhalb des Unterschlupfs anzutreffen. Die Art zählt zu den aggressiveren Vogelspinnen und neigt bei einer Verteidigung, neben Drohgebärden auch zu Giftbissen oder einer Bombardierung mit Brennhaaren zur Abwehr von Feinden.

### Phänologie und Fortpflanzung

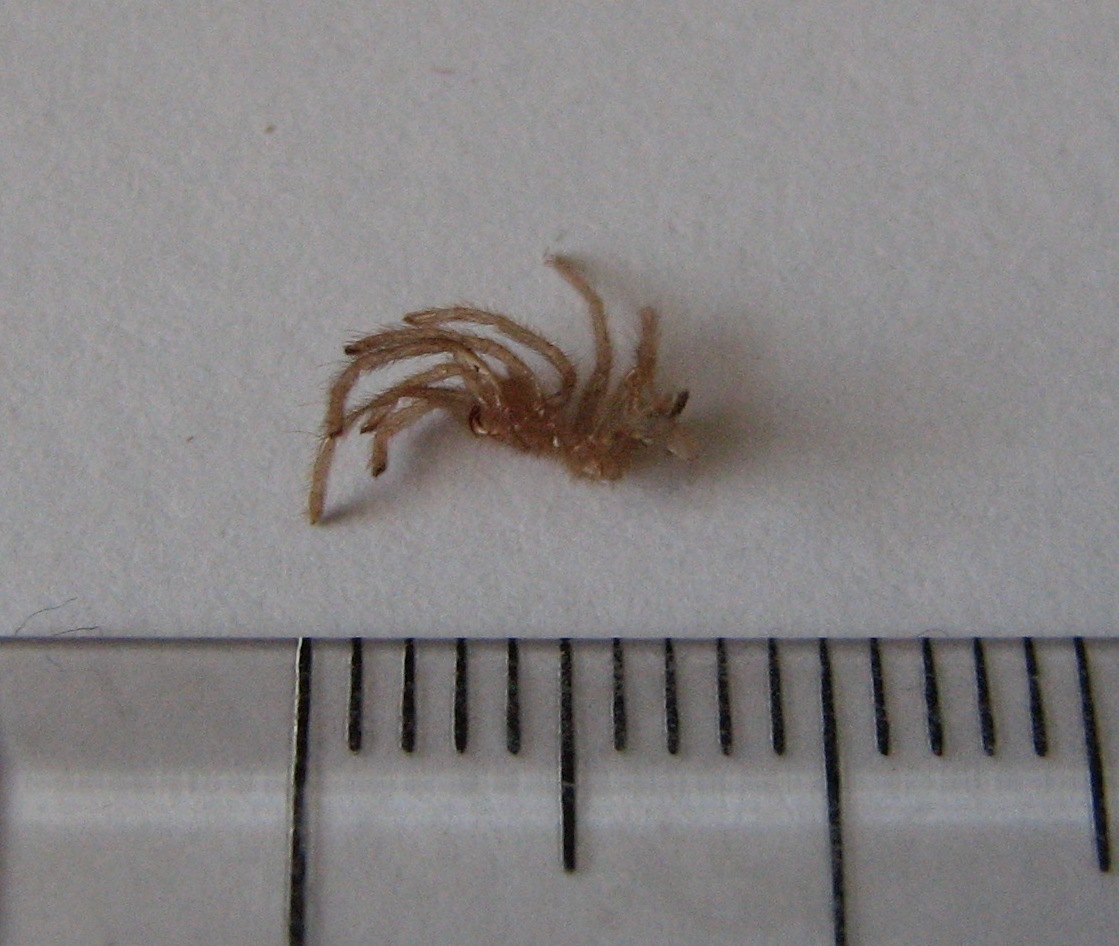
Exuvie nach einer zweiten Häutung eines Jungtieres

Die Braune Haitivogelspinne hält keine Winterruhe und ist somit ganzjährig anzutreffen. Das Paarungsverhalten der Art unterscheidet sich nicht weiter von dem anderer Vogelspinnen. Einige Zeit nach der Paarung fertigt das Weibchen einen Eikokon, der bis zu 200 Eier enthält. Die anfangs zirka fünf Millimeter großen Jungtiere schlüpfen nach etwa acht bis zehn Wochen und wachsen wie bei Spinnen üblich über mehrere Häutungen heran. Sie unterscheiden sich bis zur sechsten Fresshaut (Stadium bei Spinnen) von den ausgewachsenen Tieren durch ihre blauschwarze Färbung. Die maximale Lebensdauer der Braunen Haitivogelspinne beträgt 20 Jahre, wobei dies nur auf Weibchen zutrifft. Die Männchen sind wesentlich kurzlebiger.

## Terraristik
Wie viele Vogelspinnen wird auch die Braune Haitivogelspinne oft als Heimtier in der Terraristik gehalten. Dies liegt bei dieser Art sowohl an ihrer markanten Erscheinung, als auch daran, dass  sie tagaktiv ist und sich gerne außerhalb ihres Unterschlupfs zeigt. Allerdings sollte man sich der Aggressivität und Abwehrbereitschaft dieser Art vor dem Erwerb bewusst sein. Aufgrund der vergleichsweise unkomplizierten Verpaarung existieren auch viele Nachzuchten der Braunen Haitivogelspinne im Handel.

## Systematik
Die Braune Haitivogelspinne wurde mehrmals anderen Gattungen zugeordnet. Latreille beschrieb die Art 1806 als Mygale cancerides. Die heutige Gattungskombination Phormictopus cancerides wird seit ihrer ersten Verwendung durch Pocock 1901 nahezu durchgehend akzeptiert. Die Art ist auch die Typusart der Gattung Phormictopus. Synonyme lauten:
- Mygale erichsonii C. L. Koch, 1841
- Eurypelma cancerides Ausserer, 1871
- Schizopelma erichsoni Banks, 1901
- Eurypelma cancerides Ausserer, 1875

Es existiert eine Unterart: Phormictopus cancerides tenuispina (Strand, 1906).

## Galerie

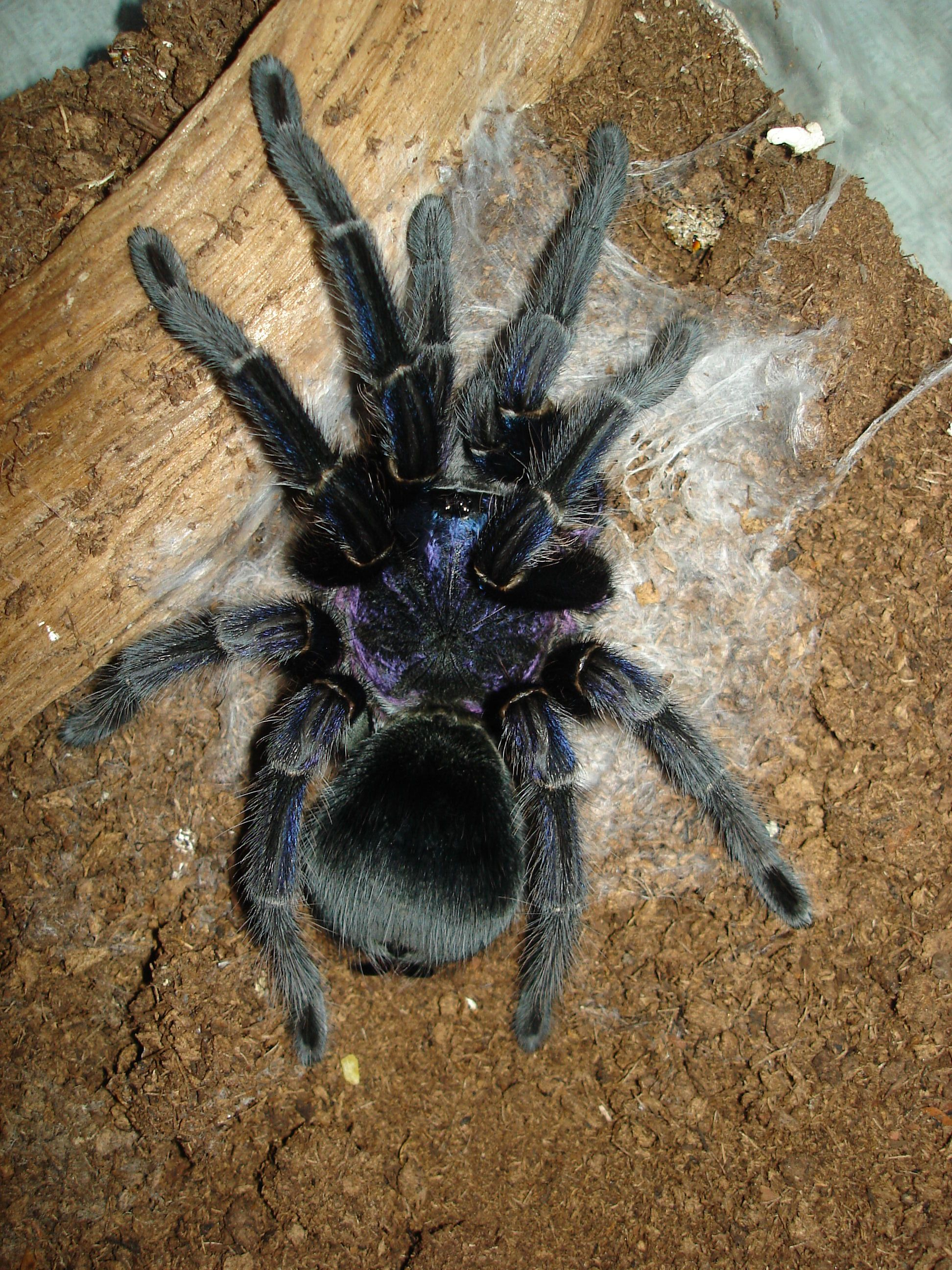
Dorsalansicht eines Weibchens
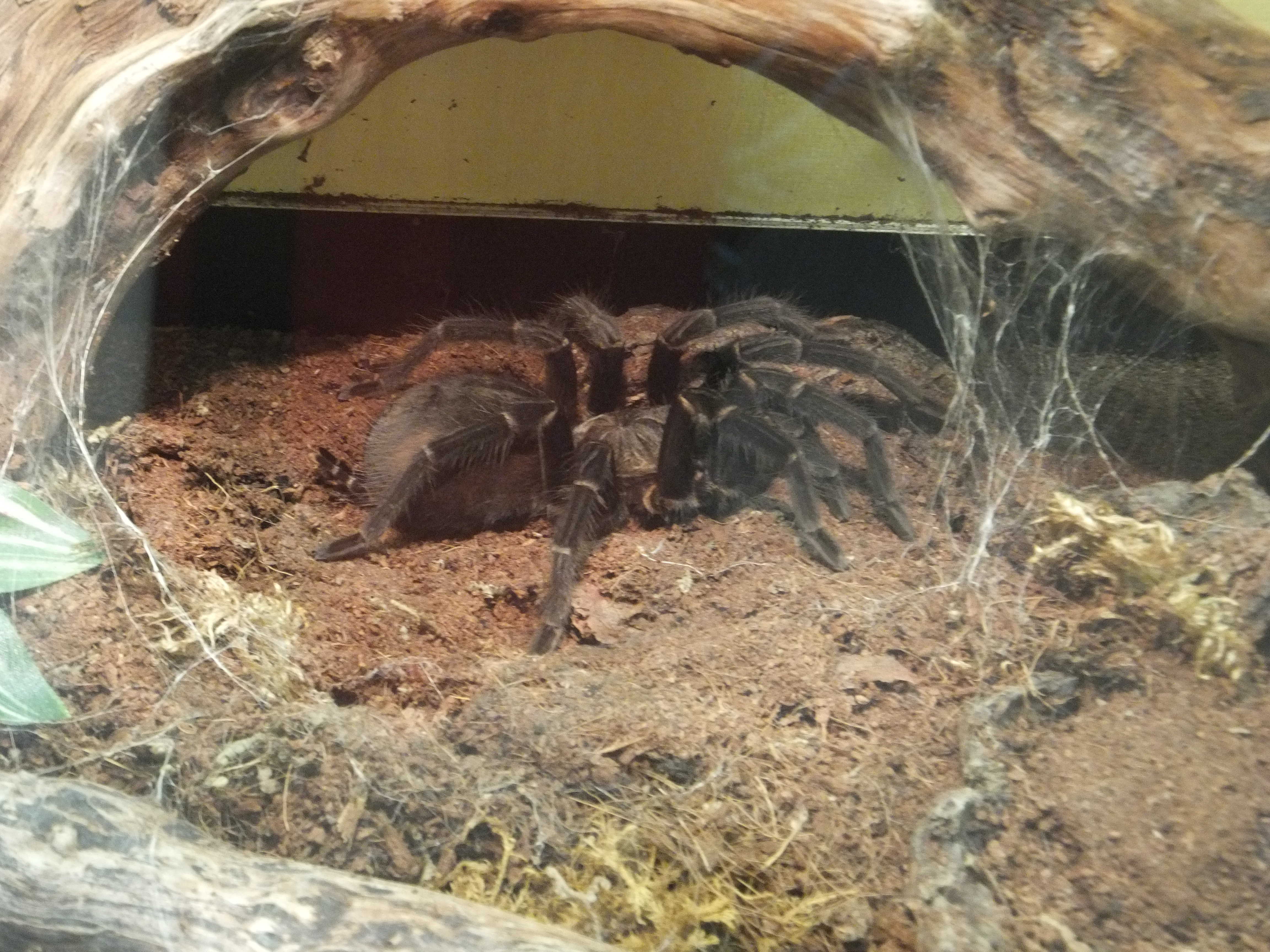
Lateralansicht eines Weibchens
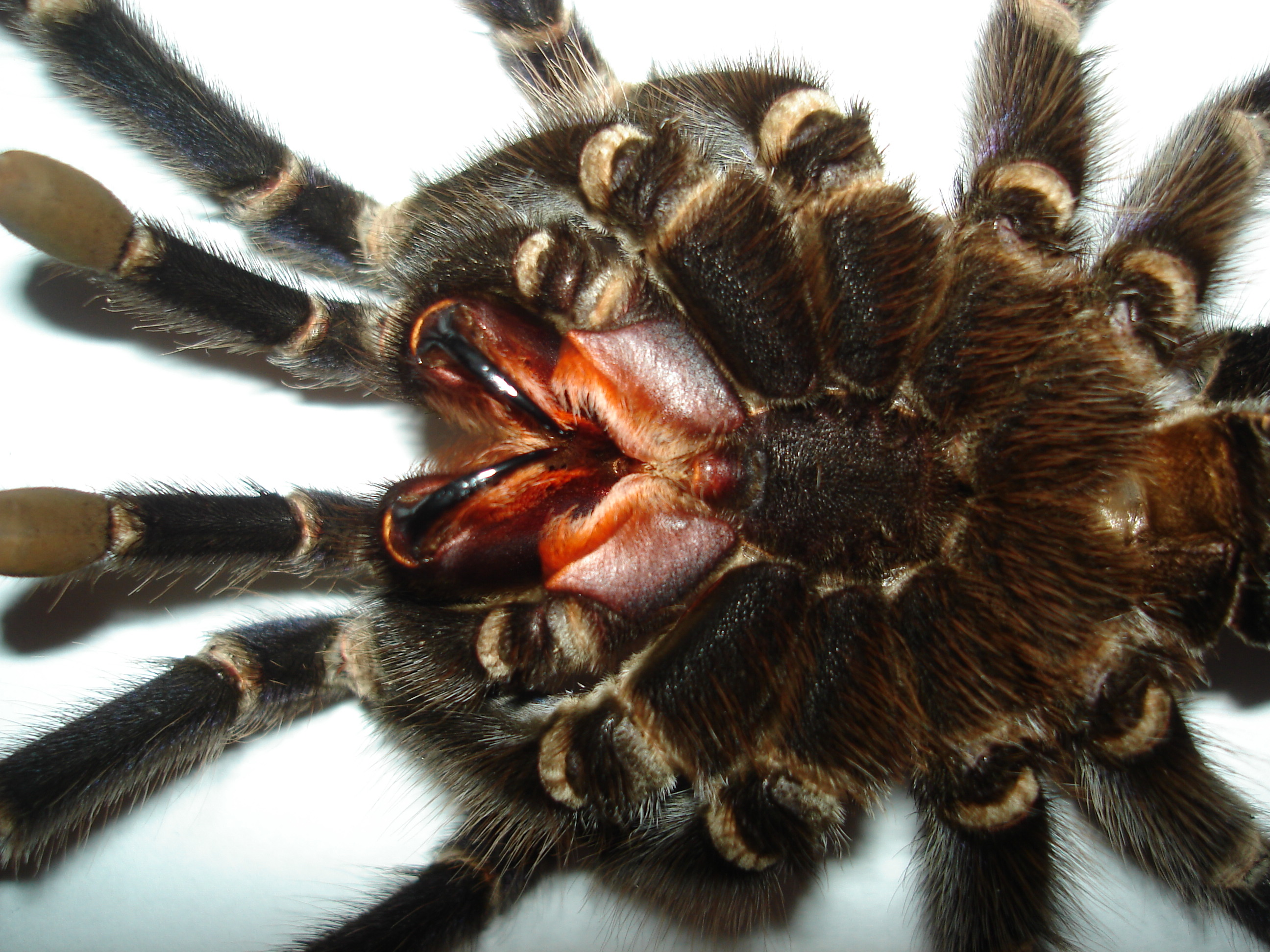
Ventrale Detailaufnahme eines Weibchens
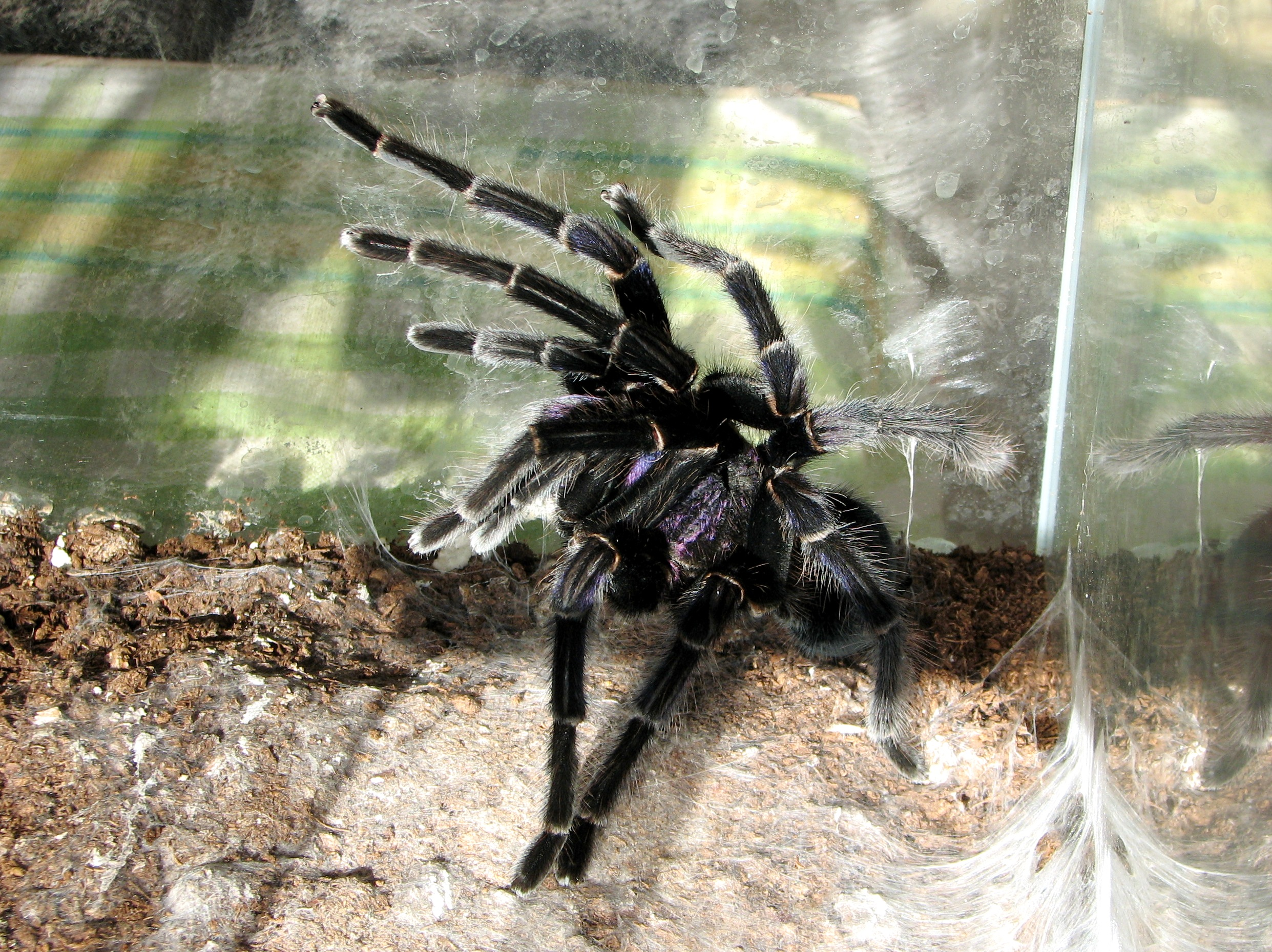
Drohgebärde eines Weibchens
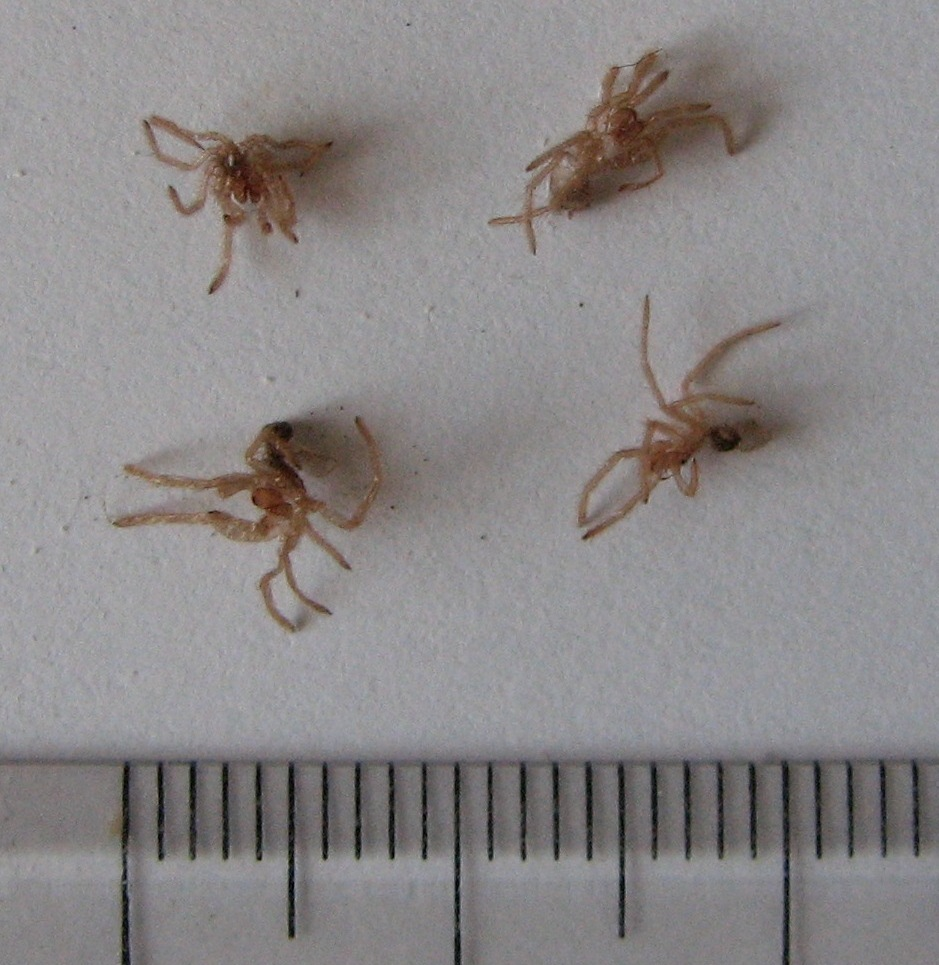
Mehrere Exuvien von Jungtieren nach der zweiten Häutung
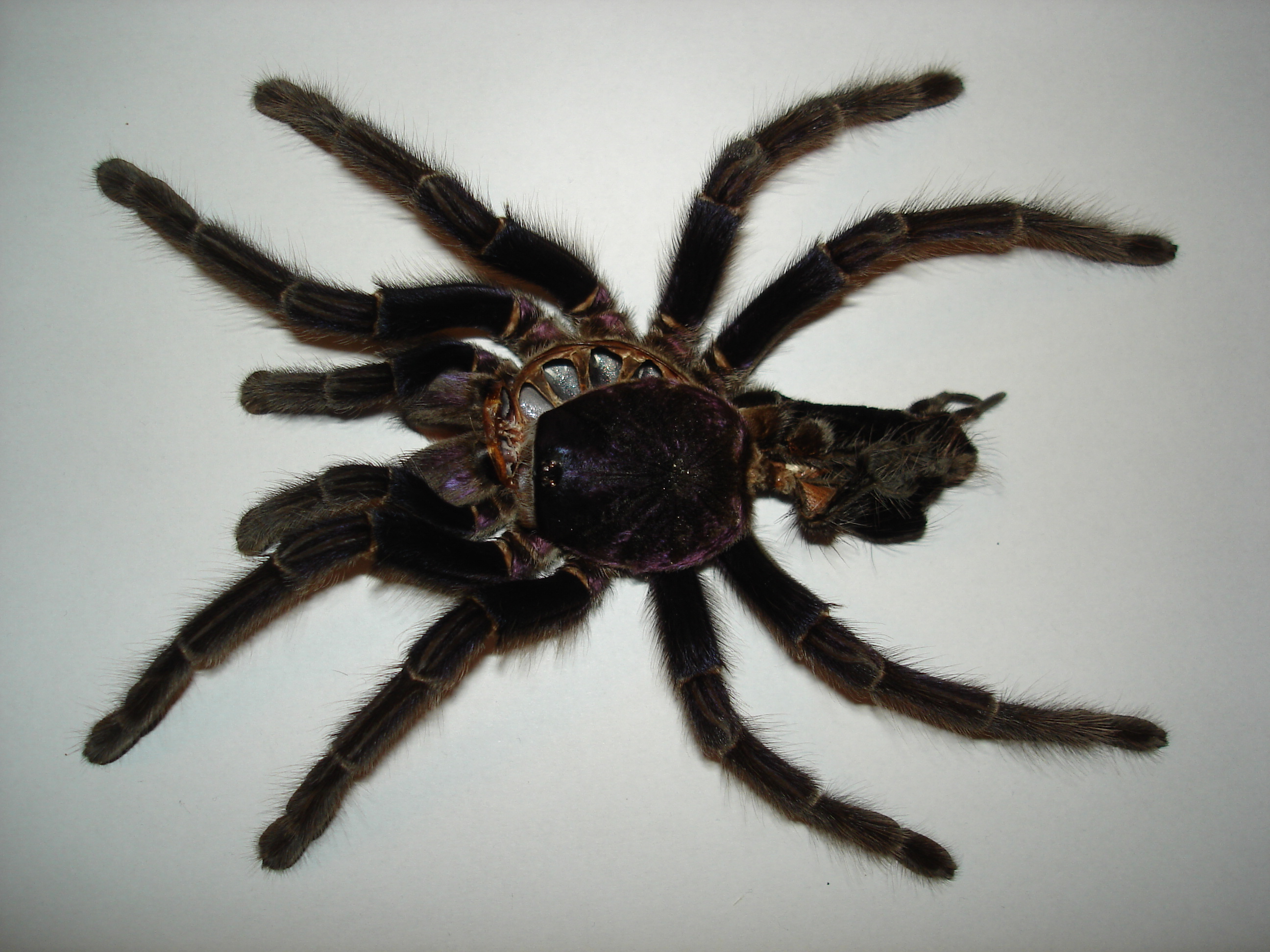
Die Exuvie eines nun adulten Weibchens
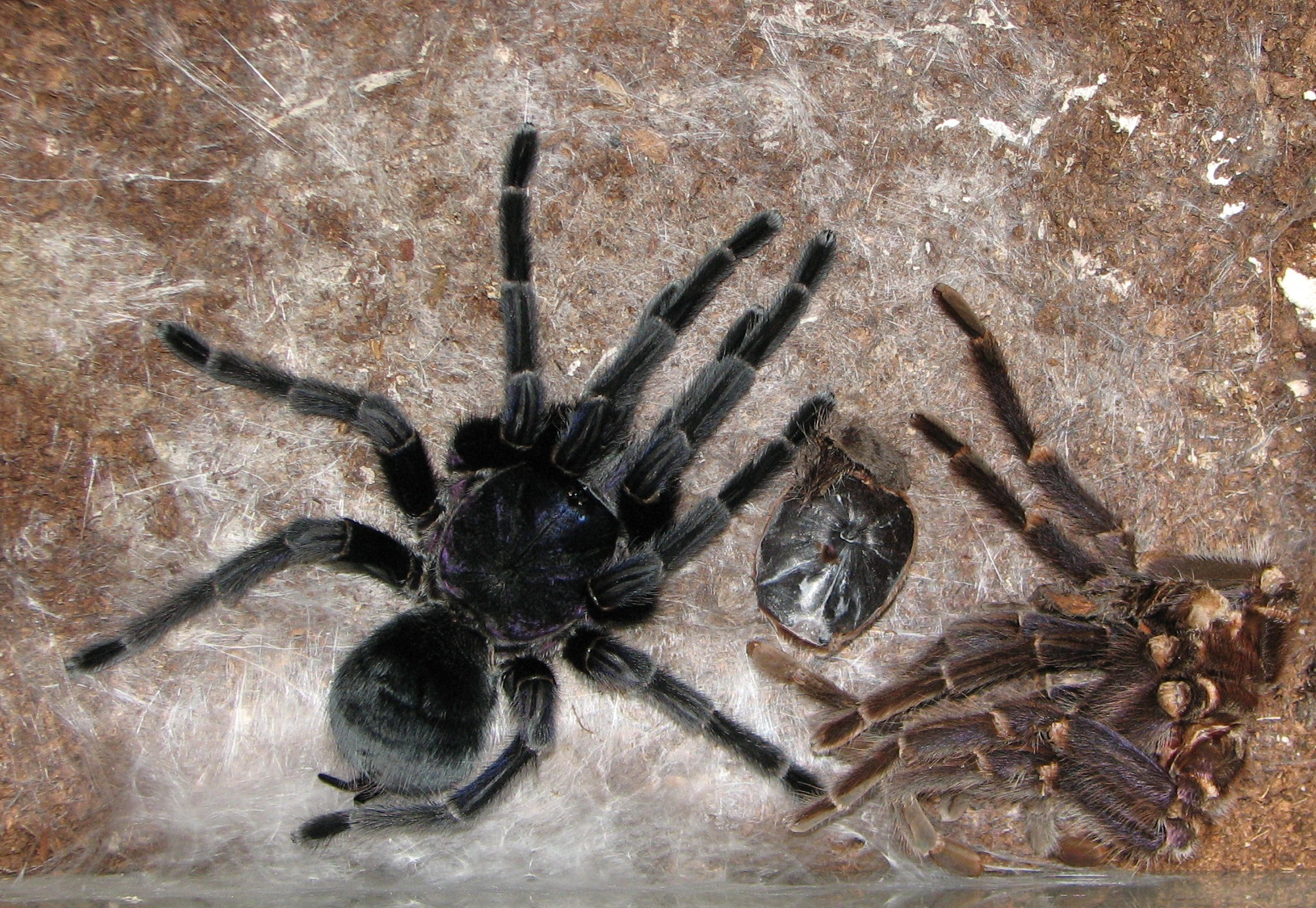
Ausgewachsenes Weibchen nach der Häutung, rechts die Exuvie.